# Евлогий Адрианополски
Евлогий български духовник, адрианополски епископ на Българската православна църква от 18 октомври 1998 година.

## Биография
Роден е на 16 юни 1954 г. в София със светското име Божидар Стоянов Стамболджиев. От 1975 година учи в Духовната академия в София, която завършва в 1979 година. На 14 април 1979 година е подстриган в монашество в Рилския манастир от епископ Йоан Драговитийски. На 19 април е ръкоположен за дякон. От септември 1980 до лятото на 1982 година специализира в Московската духовна академия, в която защитана кандидатска дисертация „Българската православна църква в руския църковен периодичен печат във II половина на XIX и началото на XX век: Обзор и анализ“.
На Великден 1982 година в академическия храм в Москва е ръкоположен за йеромонах от архиепископ Владимир Дмитровски.
От 1 ноември 1982 до 1 юни 1986 година е протосингел на Сливенската митрополия. На 27 март 1983 година е възведен в архимандритско достойнство. От 1 юни до 1 декември 1986 година е заместник-ректор и преподавател по литургика в Софийската духовна семинария на гара Черепиш и игумен на Черепишкия манастир. От 1 декември 1986 до края на ноември 1987 година е протосингел на Доростоло-Червенската митрополия, от 1 декември 1987 до 1 юни 1989 година протосингел на Видинската митрополия, а от 1 юни 1989 до края на юни 1990 година – протосингел на Софийската митрополия.
От 20 юни 1990 година в продължение на 15 години до 2005 година е ректор на възстановената Пловдивска духовна семинария, която превръща в образцово учебно заведение. Като ректор влиза в конфликт с митрополитите за редовно изплащане на издръжката на семинарията и за ненамеса в делата на учителския съвет.
На 18 октомври 1998 година, след Всеправославния събор (30 септември – 1 октомври), по решение на Синода, в патриаршеската катедрала „Свети Александър Невски“ е ръкоположен за епископ с титлата „Адрианополски“.
На 17 ноември 2005 година е назначен игумен на Рилския манастир.